# Uğur Pamuk
Uğur Pamuk (* 26. Juni 1989 in Bielefeld) ist ein aserbaidschanisch-türkischer Fußballspieler.

## Karriere

### Verein
Der Stürmer Uğur Pamuk begann seine Karriere im Alter von fünf Jahren beim TuS 08 Senne I im Bielefelder Süden. Über den VfL Theesen wechselte er in die Jugendabteilung von Arminia Bielefeld und spielte dort in der A-Junioren-Bundesliga. In der Saison 2007/08 spielte Pamuk für Arminias zweite Herrenmannschaft in der Oberliga Westfalen und schaffte mit seiner Mannschaft knapp die Qualifikation für die neu geschaffene NRW-Liga. Daraufhin wechselte er im Sommer 2008 zum Lokalrivalen TuS Dornberg, der gerade in die Westfalenliga aufgestiegen war. Nach zwei Jahren im Mittelfeld der Tabelle wurden die Dornberger in der Saison 2010/11 Meister und stiegen in die NRW-Liga auf. Bei einem Auswärtsspiel im Ruhrgebiet wurde Pamuk von Bernhard Raab entdeckt, der seinerzeit Co-Trainer des aserbaidschanischen Erstligisten Sumqayıt PFK war.
Trotz eines Angebots vom 1. FC Köln entschied sich Pamuk für einen Wechsel zu Sumqayıt. Während der Saison 2012/13 wechselte er dann zum Ligarivalen FK Xəzər Lənkəran. Kurz vor Saisonbeginn erlitt Pamuk einen Kreuzbandriss, der ihn monatelang außer Gefecht setzte. Als er wieder fit war, wurde er in einen Autounfall verwickelt, der ihm beinahe das Leben kostete. Während der Rückrunde der Saison 2013/14 wurde Pamuk an den Club Sumqayıt PFK verliehen und wechselte in der folgenden Spielzeit ganz zurück zu diesem Verein. Im Sommer 2017 wechselte Pamuk zum türkischen Zweitligisten Manisaspor, mit dem er am Ende der Saison 2017/18 als Vorletzter abstieg.
Nachdem sein Vertrag im November 2018 aufgelöst worden war, kehrte er in seine Heimatstadt Bielefeld zurück. In der Rückrunde der Saison 2018/19 spielte Pamuk für den Landesligisten VfB Fichte Bielefeld und stieg am Saisonende mit seiner Mannschaft in die Westfalenliga auf. Daraufhin wechselte er zum Bezirksligisten FC Türk Sport Bielefeld und wurde dort Spielertrainer. Im Winter 2020 folgte dann der Wechsel zum Ligarivalen SC Hicret Bielefeld, wo er 2021 das Traineramt übernahm.

### International
Am 30. Mai 2012 absolvierte Uğur Pamuk sein erstes und einziges Länderspiel für die aserbaidschanische Fußballnationalmannschaft. Im Rahmen der Qualifikation für die Weltmeisterschaft 2014 traf Aserbaidschan auf Andorra und Pamuk wurde für Vüqar Nadirov eingewechselt.

## Erfolge
- Aserbaidschanischer Pokalfinalist: 2013
- Meister der Westfalenliga, Gr. 1: 2011